# Евріпіл

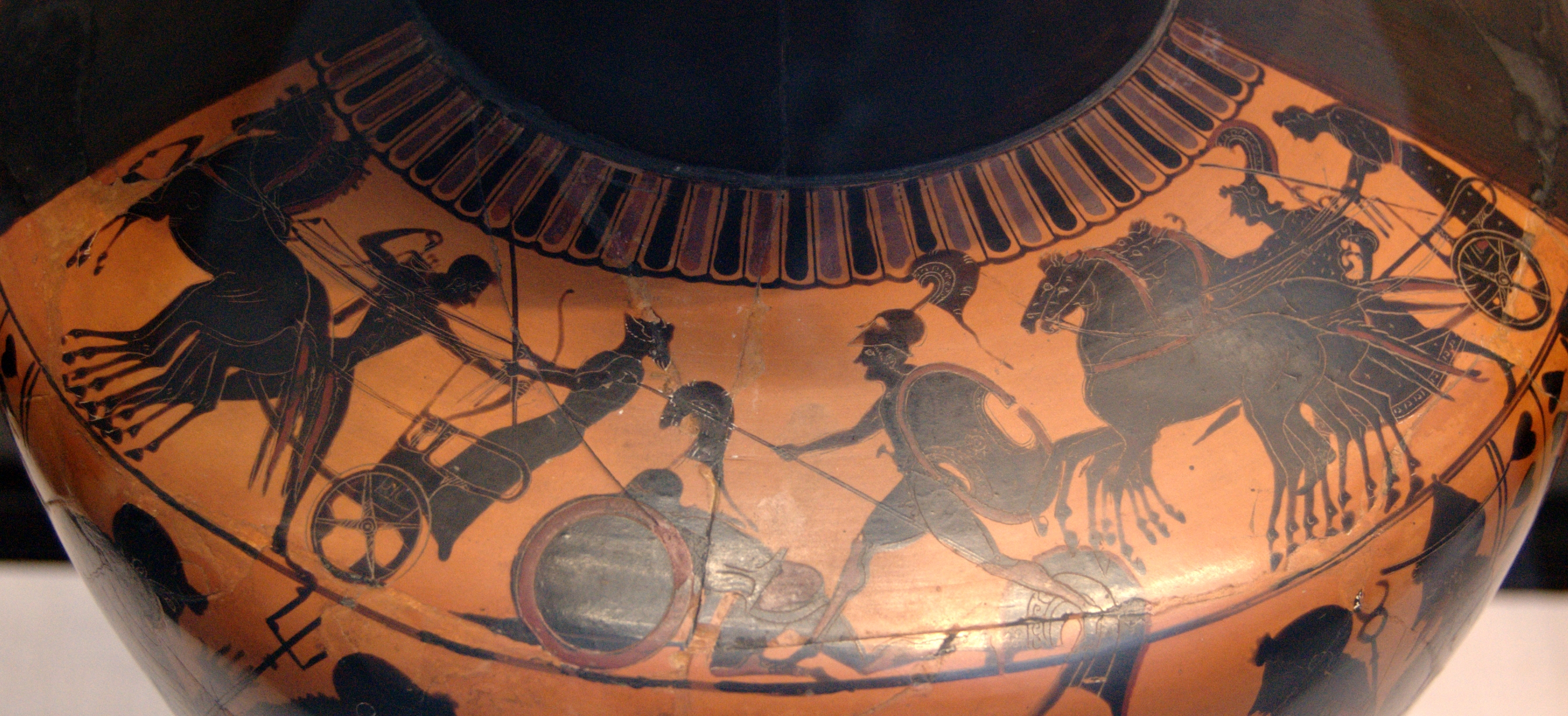
Неоптолем вбиває Евріпіла

Евріпіл — син Телефа й Астіохи, сестри Пріама, володар Місії, союзник троянців, якого вбив Неоптолем;
Евріпіл (грец. Ευρύπυλος) — син Евемона й Опси, владар Орменіона в Фессалії; один з найхоробріших учасників Троянської війни, поранений Парісом. Евріпіла вилікував Патрокл;
Евріпіл — син Посейдона й Астіпалеї, владар Косу; його вбив Геракл, повертаючись із-під Трої;
Евріпіл — син Посейдона й Келено, володар місцевості, де пізніше було збудоване місто Кирена. Під час відплиття аргонавтів дав Евфемові скибу землі, завдяки якій її власник мав стати володарем Лівії;
Евріпіл — син одного з Гераклідів — Темена.